# Municipio de Glenwood (Nebraska)
El municipio de Glenwood (en inglés: Glenwood Township) es un municipio ubicado en el condado de Gage en el estado estadounidense de Nebraska. En el año 2010 tenía una población de 222 habitantes y una densidad poblacional de 2,37 personas por km².

## Geografía
El municipio de Glenwood se encuentra ubicado en las coordenadas 40°2′34″N 96°52′13″O / 40.04278, -96.87028. Según la Oficina del Censo de los Estados Unidos, el municipio tiene una superficie total de 93.85 km², de la cual 92,85 km² corresponden a tierra firme y (1.07 %) 1 km² es agua.

## Demografía
Según el censo de 2010, había 222 personas residiendo en el municipio de Glenwood. La densidad de población era de 2,37 hab./km². De los 222 habitantes, el municipio de Glenwood estaba compuesto por el 98,65 % blancos y el 1,35 % eran de una mezcla de razas. Del total de la población el 0 % eran hispanos o latinos de cualquier raza.